# Nicolas Cage
Nicolas Cage, nome artístico de Nicolas Kim Coppola (Long Beach, 7 de janeiro de 1964), é um ator, diretor e produtor de cinema norte-americano. Integrante da Família Coppola, ele é portador de diversos prêmios, incluindo um Oscar, um SAG Award e um Globo de Ouro. Por sua atuação em Leaving Las Vegas (1995), ganhou o Oscar de Melhor Ator. Ele recebeu uma segunda indicação ao Oscar por Adaptation.(2002).
Nos primeiros anos de sua carreira, Cage estrelou uma série de filmes como Valley Girl  (1983), Peggy Sue Got Married (1986), Raising Arizona (1987), Moonstruck (1987), Wild at Heart (1990), e It Could Happen to You (1994). Posteriormente, ele apareceu em filmes mais populares, incluindo The Rock (1996), Con Air (1997), Face/Off (1997), City of Angels (1998), Bringing Out the Dead (1999), Gone in 60 Seconds (2000), The Family Man (2000), Windtalkers (2002), Matchstick Men, The Wicker Man (2006), Bad Lieutenant: Port of Call New Orleans, Kick-Ass (2010), Joe (2013) e Spider-Man: Into the Spider-Verse (2018). Cage também ficou marcado pelos papéis como Benjamin Gates e Motoqueiro Fantasma/Johnny Blaze nas franquias National Treasure (2004–2007) e Ghost Rider (2007–2011), respectivamente.
Ele vai estrear como protagonista da série de televisão Spider-Noir (2026) no Prime Video. Em maio de 2024, foi anunciado que Cage irá liderar a trama de Noir, produção baseada no universo de Homem-Aranha.
Cage é dono da produtora Saturn Films e produziu filmes como Shadow of the Vampire (2000) e The Life of David Gale (2003). Também dirigiu Sonny (2002), pelo qual foi indicado ao Grande Prêmio Especial no Festival de Cinema de Deauville. Ele ficou em 40º lugar na lista das 100 maiores estrelas de cinema de todos os tempos da revista Empire em 2007.

## Biografia

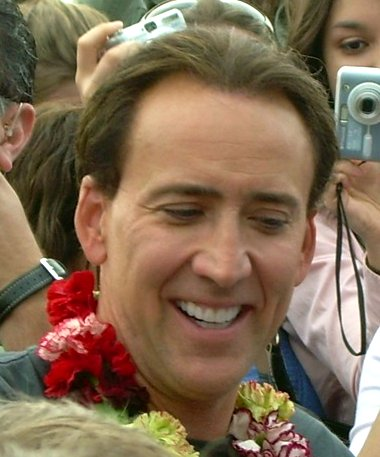
Cage em Washington, D.C.

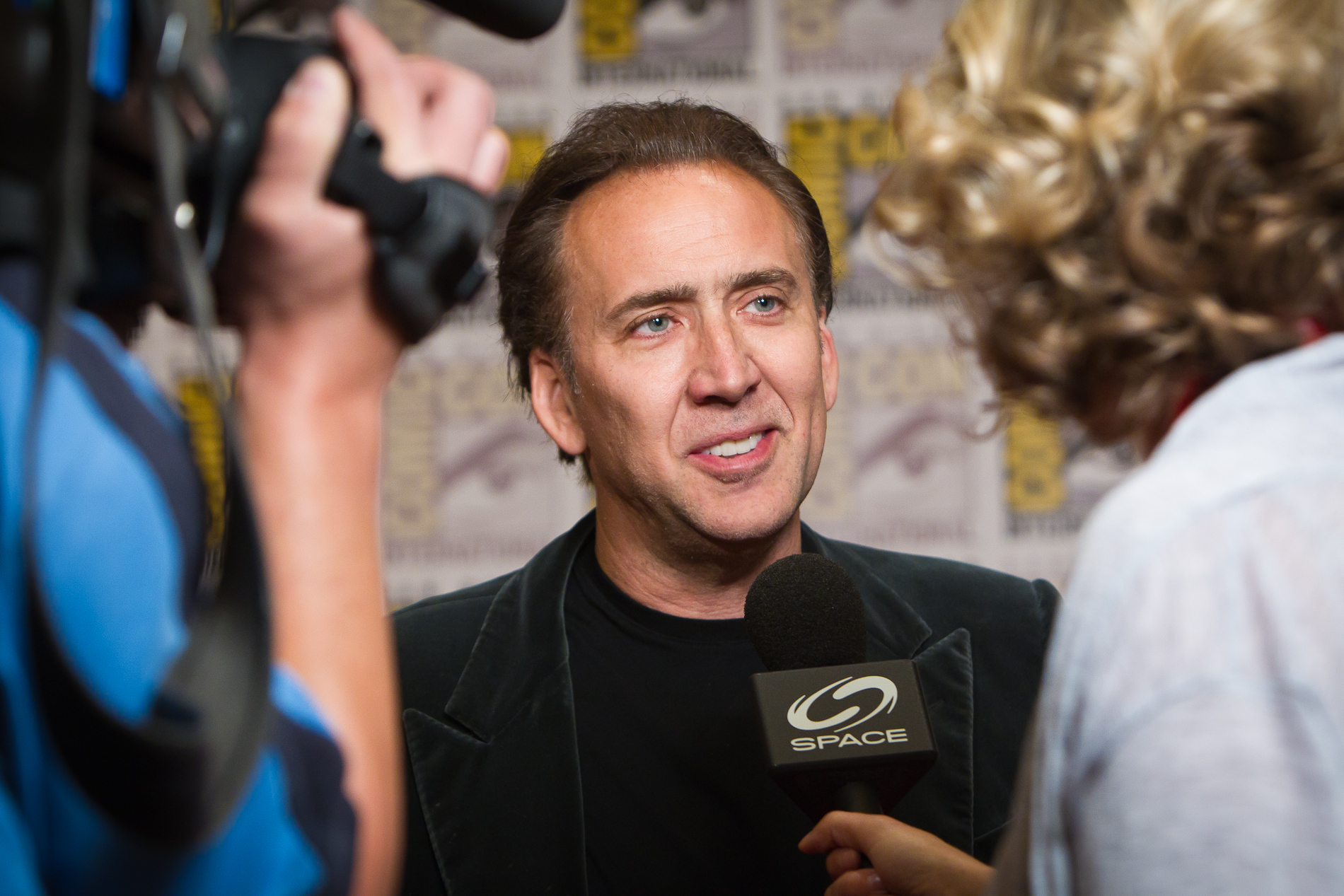
Nicholas Cage numa entrevista

Nicolas Cage é filho do professor universitário August Coppola e da coreógrafa Joy Vogelsang. Entre os quatro filhos do casal, houve um óbito minutos após o nascimento — exatamente o irmão gêmeo de Nicolas, Jonathan. Os outros irmãos são Mark e Christopher. Quando Cage tinha cinco anos, os pais separaram-se, os filhos ficaram com o pai. Teve infância e adolescência difíceis - a partir dos seis anos sofreu com as crises depressivas de sua mãe, que sofria de transtorno bipolar e passava internada num hospital psiquiátrico recebendo terapias de choque: "A minha infância foi passada em visitas ao hospital". Apesar disso, ele admite que ela foi a inspiração de muitas das suas interpretações. Trocou Long Beach por São Francisco aos 12 anos, para estudar teatro. Começou a actuar aos 15 e cedo foi para Los Angeles. Aí conseguiu o seu primeiro papel no filme para a televisão The Best of Times.
Seu nome artístico foi retirado do personagem de histórias em quadrinhos Luke Cage, do qual era fã. Cage é sobrinho do director Francis Ford Coppola, sendo assim primo da cineasta Sofia Coppola. Contudo, ele optou por não utilizar o sobrenome famoso quando iniciou a sua carreira. Em sua árvore genealógica o primeiro artista da família foi o compositor Carmine Coppola, que casou com Italia Coppola e teve três filhos: Talia Coppola (a atriz Talia Shire), o director Francis Coppola e August Coppola, o pai de Nicolas.
Nicolas Cage demorou bastante tempo para se tornar uma estrela, desde a sua estreia no filme Fast Times at Ridgemont High (Picardias Estudantis) até à sua passagem pelo cinema independente. Em 1982 conseguiu um pequeno papel em Picardias Estudantis, mas a maioria das suas cenas foi cortada, o que acabou por desanimar o ator e levá-lo a trabalhar como vendedor de pipocas no Fairfax Theater, pois Cage acreditava que esta era a única carreira que ele poderia seguir relacionada ao cinema.
Dentro das peripécias do ator, ele já chegou a comer uma barata viva para "entender" uma personagem durante as filmagens de Um Estranho Vampiro, filmou-se bêbado para encarnar o protagonista de Leaving Las Vegas (Morrer em Las Vegas/Despedida em Las Vegas) e em Birdy, extraiu dois dentes sem anestesia. O ator pensou em entrar para a Marinha só para viajar num navio e conhecer o mundo, até decidir que deveria encontrar uma forma para expressar sua raiva, seu medo e emoções. E essa forma foi encontrada: ele resolveu atuar. Seguiram-se outros filmes de pouco sucesso, até chegar a Moonstruck (Feitiço da Lua), ao lado de Cher e finalmente, Wild at Heart (Coração Selvagem), de 1990, quando o ator ganhou fama e reconhecimento. Depois, participou de outros longas-metragens (fato que o fez ser criticado por um amigo do início de carreira, Sean Penn), o que lhe rendeu um bom dinheiro. Esteve em Con Air (Con Air – A Rota da Fuga) e Gone in Sixty Seconds (60 Segundos). Mas também participou de produções de outros gêneros, como City of Angels (Cidade dos Anjos), em que atua ao lado de Meg Ryan. A personagem que mais lhe rendeu prêmios e boas críticas foi o alcoólatra que interpretou em Leaving Las Vegas (Despedida em Las Vegas), pelo qual recebeu o Oscar de melhor ator. Recebeu também o Globo de Ouro pelo mesmo filme.
Possui uma estrela na Calçada da Fama, que fica localizada em 7021 Hollywood Boulevard.
Cage foi escolhido pela Screen World como um dos doze novos atores mais promissores de 1984. Em outubro de 1997, na relação dos 100 maiores astros de cinema de todos os tempos, publicada pela revista Empire, Nicolas Cage ficou com um honroso 40º lugar. E, em 1998, numa pesquisa realizada pela Première, Cage ficou com a 37ª posição, entre as "100 Pessoas Mais Poderosas de Hollywood".
Nicolas Cage é um dos atores mais bem pagos de Hollywood, faturando cerca de 40 milhões de dólares em 2009, de acordo com a Revista Forbes.

### Casamentos e descendência
Nicolas já teve quatro casamentos que terminaram, com a atriz Patricia Arquette (1995-2001), com Lisa Marie Presley (2002-2004), Alice Kim (2004-2016) e Erika Koike.
No mesmo dia que Nicolas conheceu Patricia, no início da década de 1980, ele pediu-a em casamento. Patricia achou que ele era "meio" estranho e descrente do seu sentimento, resolveu entrar na brincadeira e criou uma lista, com um monte de tarefas absurdas e provas de amor praticamente impossíveis, que ele deveria realizar para conquistá-la, tais como um autógrafo do recluso escritor J. D. Salinger. Mas ele realmente começou a realizar tais tarefas, o que deixou a jovem assustada, e esta passou a evitá-lo. Eles reencontraram-se muitos anos depois e casaram-se.
Em 23 de Março de 2019 casou-se com Erika Koike (estavam juntos desde abril de 2018). Quatro dias depois pediu a anulação do casamento.
Casou-se em 2021 com a dançarina japonesa, 30 anos mais nova, Riko Shibata, conheceram-se em Shiga, no Japão. Com a casamento passou a chamar-se Riko Cage.
É pai de dois filhos, Weston Coppola Cage (nascido em 1990) fruto de um breve relacionamento com a atriz Kristina Fulton e Kal-el Coppola Cage (nascido em 2005) fruto de seu casamento com Alice Kim (2004 - 2016).

## Filmografia
| Ano  | Título original                          | Título em português                                       | Papel                              | Notas                                      |
| ---- | ---------------------------------------- | --------------------------------------------------------- | ---------------------------------- | ------------------------------------------ |
| 1980 | Brubaker                                 |                                                           | Extra                              | Não-creditado                              |
| 1981 | Best of Times                            |                                                           | Nicholas                           | Filme para televisão                       |
| 1982 | Fast Times at Ridgemont High             | Viagem da Motocicleta                                     | Smokey                             |                                            |
| 1984 | Racing with the Moon                     | Adeus à Inocência                                         | Nicky e Bud                        |                                            |
| 1984 | The Cotton Club                          |                                                           | Vincent Dwyer                      |                                            |
| 1984 | Birdy                                    |                                                           | Sargento Al Columbato              |                                            |
| 1986 | The Boy in Blue                          | Fúria de Vencer                                           | Ned Hanlan                         |                                            |
| 1986 | Peggy Sue Got Married                    | Peggy Sue - Seu Passado a Espera                          | Charlie Bodell                     |                                            |
| 1987 | Raising Arizona                          | Arizona Nunca Mais                                        | H. I. McDunnough                   |                                            |
| 1987 | Moonstruck                               | Feitiço da Lua                                            | Ronny Cammareri                    |                                            |
| 1988 | Never on Tuesday                         | Sedutores Seduzidos                                       | Homem no carro esportivo vermelho  | Não-creditado                              |
| 1989 | Vampire's Kiss                           | Um Estranho Vampiro                                       | Peter Leow                         |                                            |
| 1990 | Tempo di uccidere                        |                                                           | Enrico Silvestri                   | como Time to Kill                          |
| 1990 | Fire Birds                               | Apache - Helicópteros Invencíveis                         | Jake Preston                       | como Wings of the Apache                   |
| 1990 | Wild at Heart                            | Coração Selvagem                                          | Marinheiro                         |                                            |
| 1990 | Zandalee                                 | Zandalee - Uma Mulher para Dois                           | Johnny                             |                                            |
| 1992 | Honeymoon in Vegas                       | Lua-de-mel a Três Lua-de-Mel em Las Vegas                 | Jack Singer                        |                                            |
| 1993 | Amos & Andrew                            | Não Chame a Polícia                                       | Amos Odell                         |                                            |
| 1993 | Deadfall                                 | Engano Mortal                                             | Eddie                              |                                            |
| 1994 | Century of Cinema                        |                                                           | Ele próprio                        |                                            |
| 1994 | Red Rock West                            | Morte por Encomenda Delito em Red Rock West               | Michael Williams                   |                                            |
| 1994 | Guarding Tess                            | O Guarda-Costas e a Primeira-Dama pt: O Agente Secreto    | Doug Chesnic                       |                                            |
| 1994 | It Could Happen to You                   | br: Atraídos pelo Destino pt: Poderia Acontecer-te        | Charlie Lang                       |                                            |
| 1994 | Trapped in Paradise                      | br: Encurralados no Paraíso                               | Bill Firpo                         |                                            |
| 1995 | Kiss of Death                            | br: O Beijo da Morte                                      | Jovem Junior Brown                 |                                            |
| 1995 | Leaving Las Vegas                        | br: Despedida em Las Vegas pt: Morrer em Las Vegas        | Ben Sanderson                      |                                            |
| 1996 | The Rock                                 | br: A Rocha pt: O Rochedo                                 | Dr. Stanley Goodspeed              |                                            |
| 1997 | Con Air                                  | br: Con Air - A Rota da Fuga pt: Fortaleza Voadora        | Cameron Poe                        |                                            |
| 1997 | Face Off                                 | br/pt: A Outra Face                                       | Castor Troy/Sean Archer            |                                            |
| 1998 | City of Angels                           | br/pt: Cidade dos Anjos                                   | Seth                               |                                            |
| 1998 | Snake Eyes                               | br: Olhos de Serpente pt: Olhos da Serpente               | Rick Santoro                       |                                            |
| 1999 | 8mm                                      | br/pt: 8 Milímetros                                       | Tom Welles                         |                                            |
| 1999 | Bringing Out the Dead                    | br: Vivendo no Limite pt: Por um Fio                      | Frank Pierce                       |                                            |
| 2000 | Gone in Sixty Seconds                    | br: 60 Segundos                                           | Randall "Memphis" Raines           |                                            |
| 2000 | Family Man                               | br: Um Homem de Família pt: Dois Destinos                 | Jack Campbell                      |                                            |
| 2000 | Welcome to Hollywood                     |                                                           | Ele próprio                        |                                            |
| 2001 | Italian Soldiers                         |                                                           | Ele próprio                        |                                            |
| 2001 | Captain Corelli's Mandolin               | br/pt: O Capitão Corelli                                  | Capitão Antonio Corelli            |                                            |
| 2001 | Christmas Carol: The Movie               |                                                           | Jacob Marley                       | Voz                                        |
| 2002 | Windtalkers                              | br/pt: Códigos de Guerra                                  | Sargento Joe Enders                |                                            |
| 2002 | Adaptation.                              | br: Adaptação pt: Inadaptado                              | Charlie e Donald Kaufman           |                                            |
| 2002 | Sonny                                    | br: Sonny, o Amante                                       | Acid Yellow                        |                                            |
| 2003 | Matchstick Men                           | br: Os Vigaristas pt: Amigos do Alheio                    | Roy Waller                         |                                            |
| 2004 | National Treasure                        | br: A Lenda do Tesouro Perdido pt: O Tesouro              | Benjamin Gates                     |                                            |
| 2005 | Lord of War                              | br: O Senhor das Armas pt: O Senhor da Guerra             | Yuri Orlov                         |                                            |
| 2005 | The Weather Man                          | br: O Sol de Cada Manhã pt: O Homem do Tempo              | David Spritz                       |                                            |
| 2006 | The Ant Bully                            | br: Lucas - Um Intruso no Formigueiro pt: O Rapaz Formiga | Zoc                                | Voz                                        |
| 2006 | The Wicker Man                           | br: O Sacrifício pt: O Escolhido                          | Edward Malus                       |                                            |
| 2006 | Too Tough To Die                         |                                                           | ele próprio                        |                                            |
| 2006 | World Trade Center                       | pt: Torres Gêmeas                                         | John McLoughlin                    |                                            |
| 2007 | Ghost Rider                              | br: Motoqueiro Fantasma                                   | Johnny Blaze / Motoqueiro Fantasma |                                            |
| 2007 | Grindhouse                               |                                                           | Dr. Fu Manchu                      | Na continuação: Werewolf Women of the S.S. |
| 2007 | Next                                     | br: O Vidente                                             | Cris Johnson                       |                                            |
| 2007 | National Treasure: Book of Secrets       | pt: A Lenda do Tesouro Perdido: Livro dos Segredos        | Benjamin Gates                     |                                            |
| 2008 | Bangkok Dangerous                        | br: Perigo em Bangkok                                     | Joe                                |                                            |
| 2009 | Knowing                                  | br: Presságio pt: Sinais do Futuro                        | Professor Jonathan "John" Koestler |                                            |
| 2009 | G-Force                                  | br: Força-G                                               | Speckles, a Marmota                | Voz                                        |
| 2009 | Astro Boy                                | br: Astro Boy                                             | Dr. Tenma                          | Voz                                        |
| 2009 | Bad Lieutenant: Port of Call New Orleans | br: Vício Frenético                                       | Terrence McDonagh                  |                                            |
| 2010 | Kick-Ass                                 | br: Kick-Ass - Quebrando Tudo                             | Damon Macready/Big Daddy           |                                            |
| 2010 | The Sorcerer's Apprentice                | br: O Aprendiz de Feiticeiro                              | Balthazar Blake                    |                                            |
| 2011 | Season of the Witch                      | br: Caça as Bruxas                                        | Behman von Bleiruck                |                                            |
| 2011 | Drive Angry                              | br: Fúria sobre Rodas                                     | Milton                             |                                            |
| 2011 | Trespass                                 | br: Reféns                                                | Kyle                               |                                            |
| 2011 | Seeking Justice                          | br: O Pacto                                               | Will Gerard                        |                                            |
| 2012 | Ghost Rider: Spirit of Vengeance         | br: Motoqueiro Fantasma: Espírito de Vingança             | Johnny Blaze / Motoqueiro Fantasma |                                            |
| 2012 | Stolen                                   | O Resgate                                                 | Will Montgomery                    |                                            |
| 2012 | Frank or Francis                         | The Emcee                                                 | pre-production                     |                                            |
| 2012 | The Frozen Ground                        |                                                           | Detetive Glenn Flothe              |                                            |
| 2013 | Os Croods                                | Crug                                                      | Voz                                |                                            |
| 2013 | The Frozen Ground                        | O Assassino do Alaska                                     | Jack Halcombe                      |                                            |
| 2013 | Joe                                      | Joe                                                       | Joe                                |                                            |
| 2014 | Tokarev                                  | Fúria                                                     | Paul Maguire                       |                                            |
| 2014 | Left Behind                              | br: O Apocalipse                                          | Rayford Steele                     |                                            |
| 2015 | Outcast                                  | br: O Imperador                                           | TBA                                |                                            |
| 2015 | Dying of the Light                       | br: Vingança ao anoitecer                                 | Evan Lake                          |                                            |
| 2015 | The Runner                               | br: Fator de risco                                        | Colin Price                        |                                            |
| 2015 | Pay the Ghost                            | br: Regresso do Mal                                       | Mike Lawford                       | Pré-Produção                               |
| 2015 | National Treasure 3                      | TBA                                                       | TBA                                | Anunciado                                  |
| 2015 | Men with No Fear                         | TBA                                                       | TBA                                | Anunciado                                  |
| 2016 | The Trust                                | A Sacada                                                  | Jim Stone                          |                                            |
| 2016 | USS Indianapolis: Men of Courage         | Homens de Coragem                                         | Charles Butler McVay               |                                            |
| 2018 | Mandy                                    | br: Mandy - Sede de Vingança                              | Red Miller                         |                                            |
| 2019 | Spider-Man: Into the Spider-Verse        | br: Homem-Aranha no Aranhaverso                           | Spider-Man Noir                    | Voz                                        |
| 2019 | Grand Isle                               | A Ilha                                                    | Walter                             | [ 13 ]                                     |
| 2020 | Jiu Jitsu                                |                                                           | Wylie                              |                                            |
| 2020 | The Croods: A New Age                    |                                                           | Grug Crood                         | voz                                        |
| 2021 | Prisoners of the Ghostland               |                                                           | Hero                               |                                            |
| 2021 | Willy's Wonderland                       |                                                           | The Janitor                        | Produtor                                   |
| 2021 | Pig                                      |                                                           | Rob Feld                           |                                            |
| 2022 | The Unbearable Weight of Massive Talent  | bra:O Peso do Talento                                     | Nick Cage / Nicky Cage             | Produtor                                   |
| 2022 | Butcher's Crossing                       |                                                           | Miller                             |                                            |
| 2023 | The Old Way                              |                                                           | Colton Briggs                      |                                            |
| 2023 | Renfield                                 |                                                           | Conde Drácula                      |                                            |
| 2023 | The Flash                                |                                                           | Superman                           |                                            |
| 2023 | Sympathy for the Devil                   |                                                           | The Passenger                      |                                            |
| 2023 | The Retirement Plan                      |                                                           | Matt                               |                                            |
| 2023 | Dream Scenario                           |                                                           | Paul Matthews                      |                                            |
| 2024 | Arcadian                                 |                                                           | Paul                               |                                            |
| 2024 | The Surfer                               |                                                           |                                    |                                            |
| 2024 | Longlegs                                 |                                                           | The Serial Killer                  | Ator e Produtor                            |

## Galeria

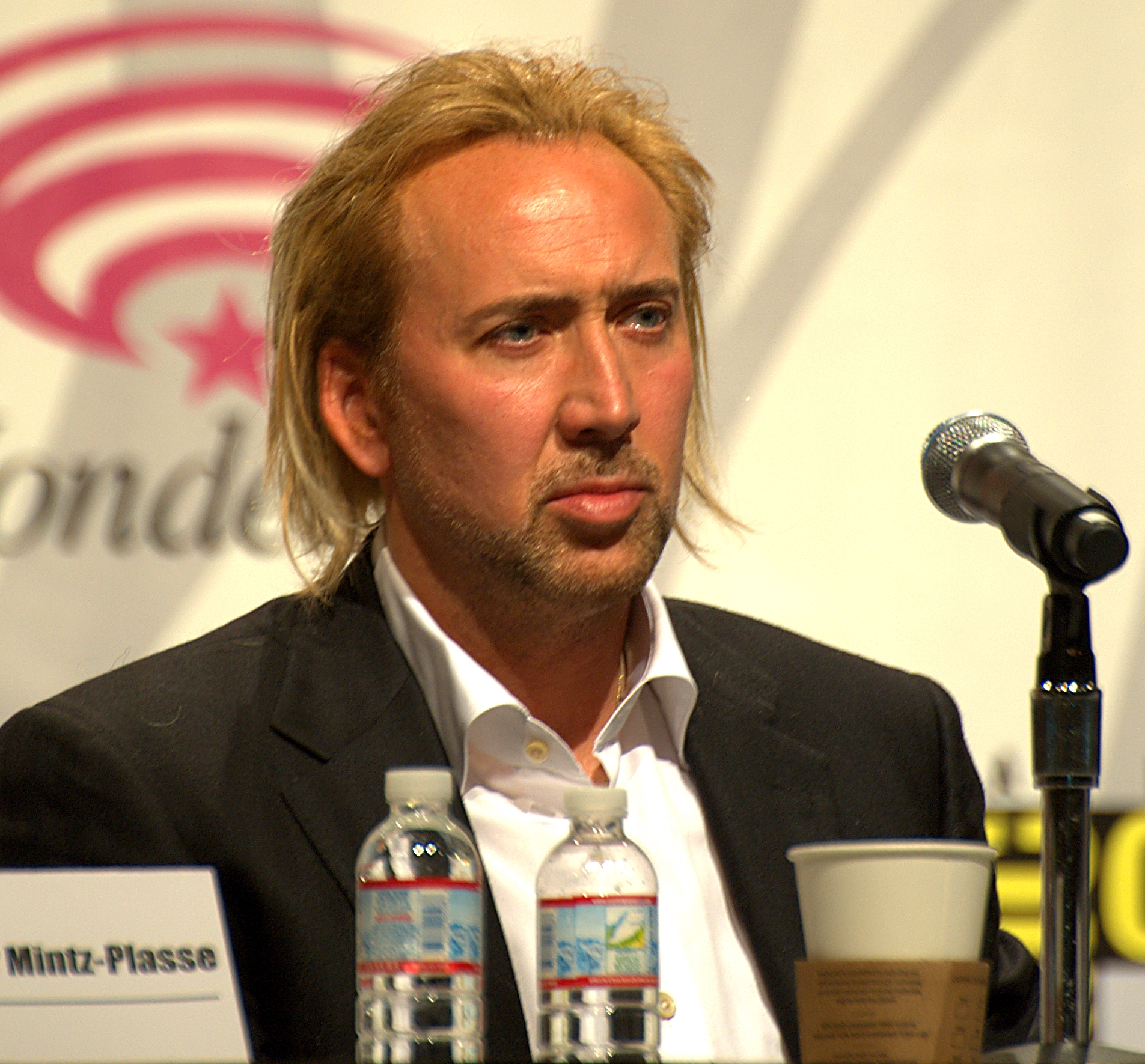
Nicolas concedendo entrevistas sobre o filme Kick-Ass, em 2010
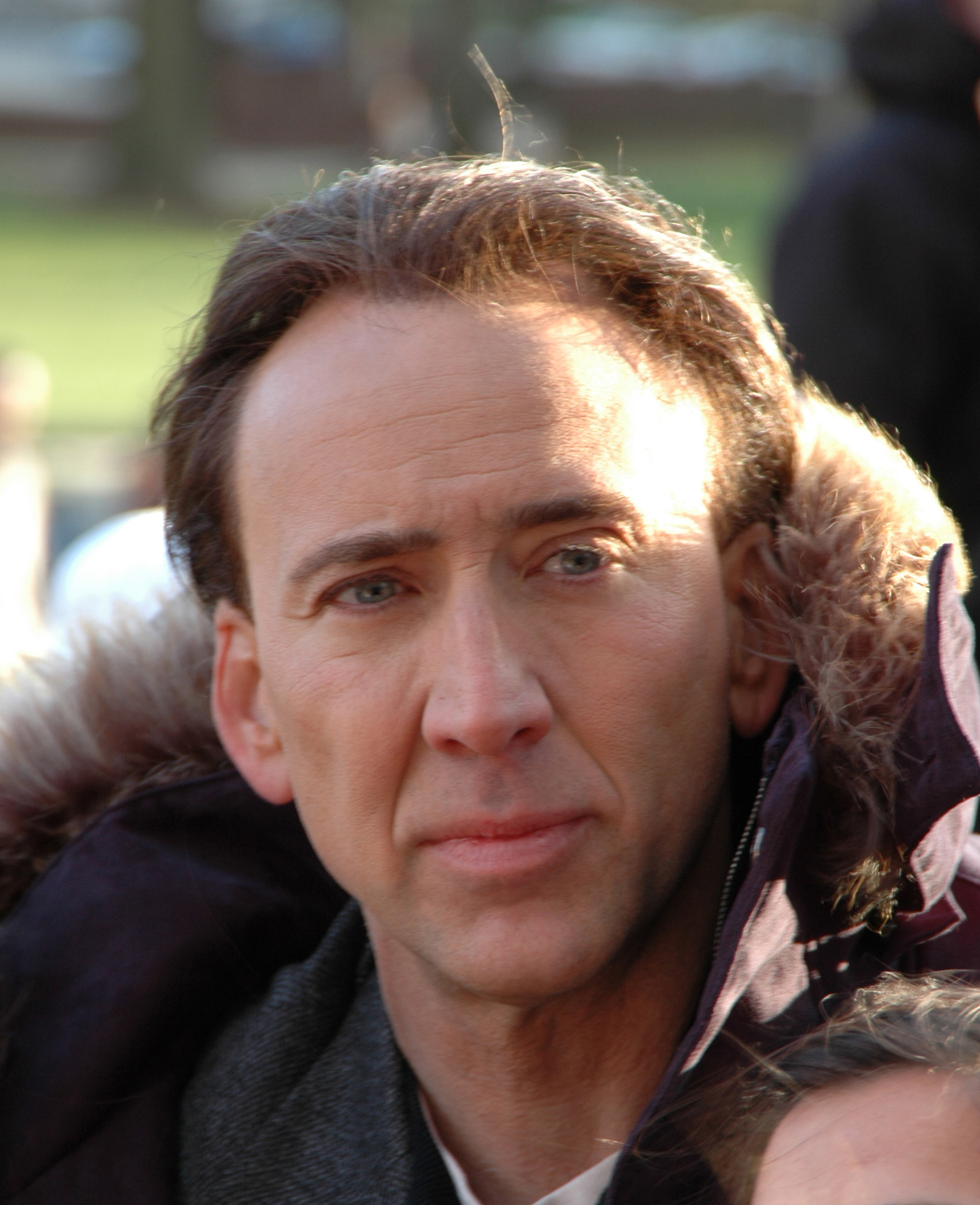
Nicolas no intervalo das filmagens de A Lenda do Tesouro Perdido.
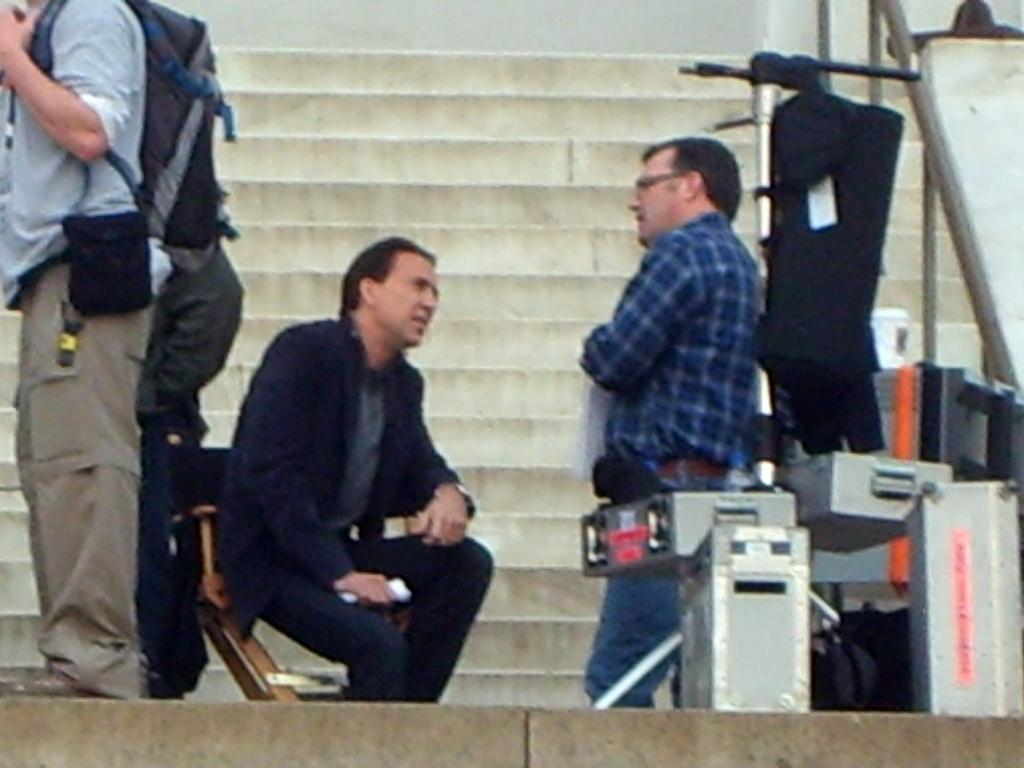
Nicolas Cage em 2007 durante a filmagem do filme A Lenda do Tesouro Perdido: Livro dos Segredos
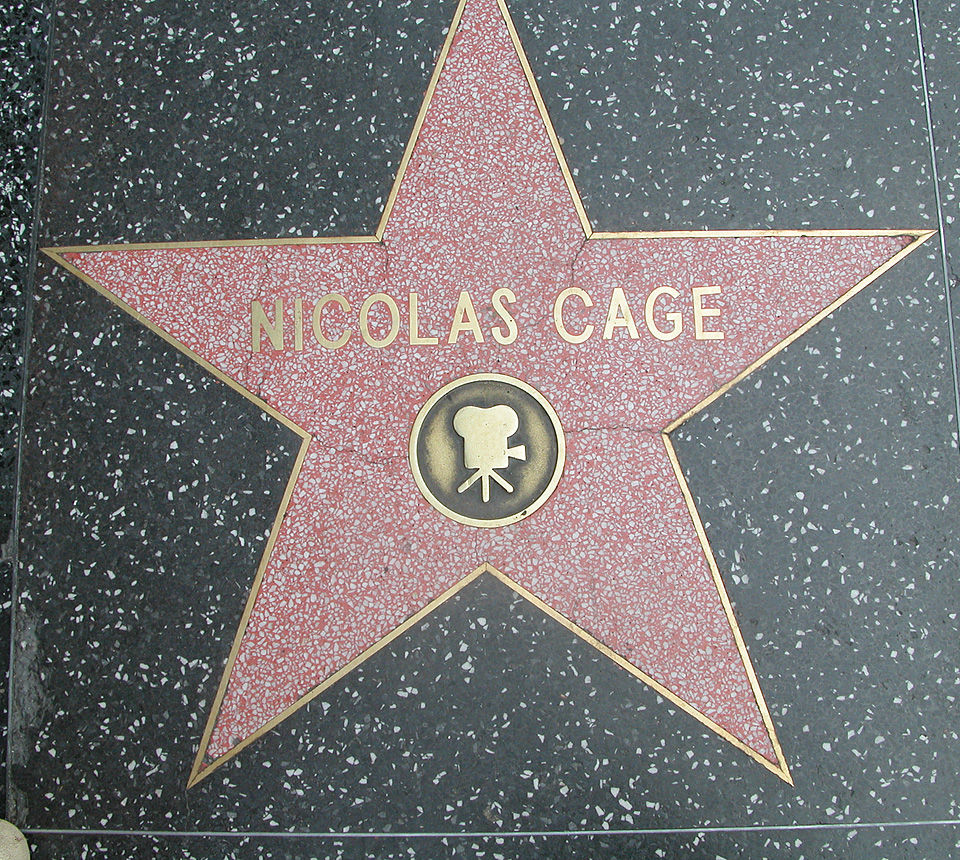
Estrela de Nicolas Cage na Calçada da Fama, em Hollywood.
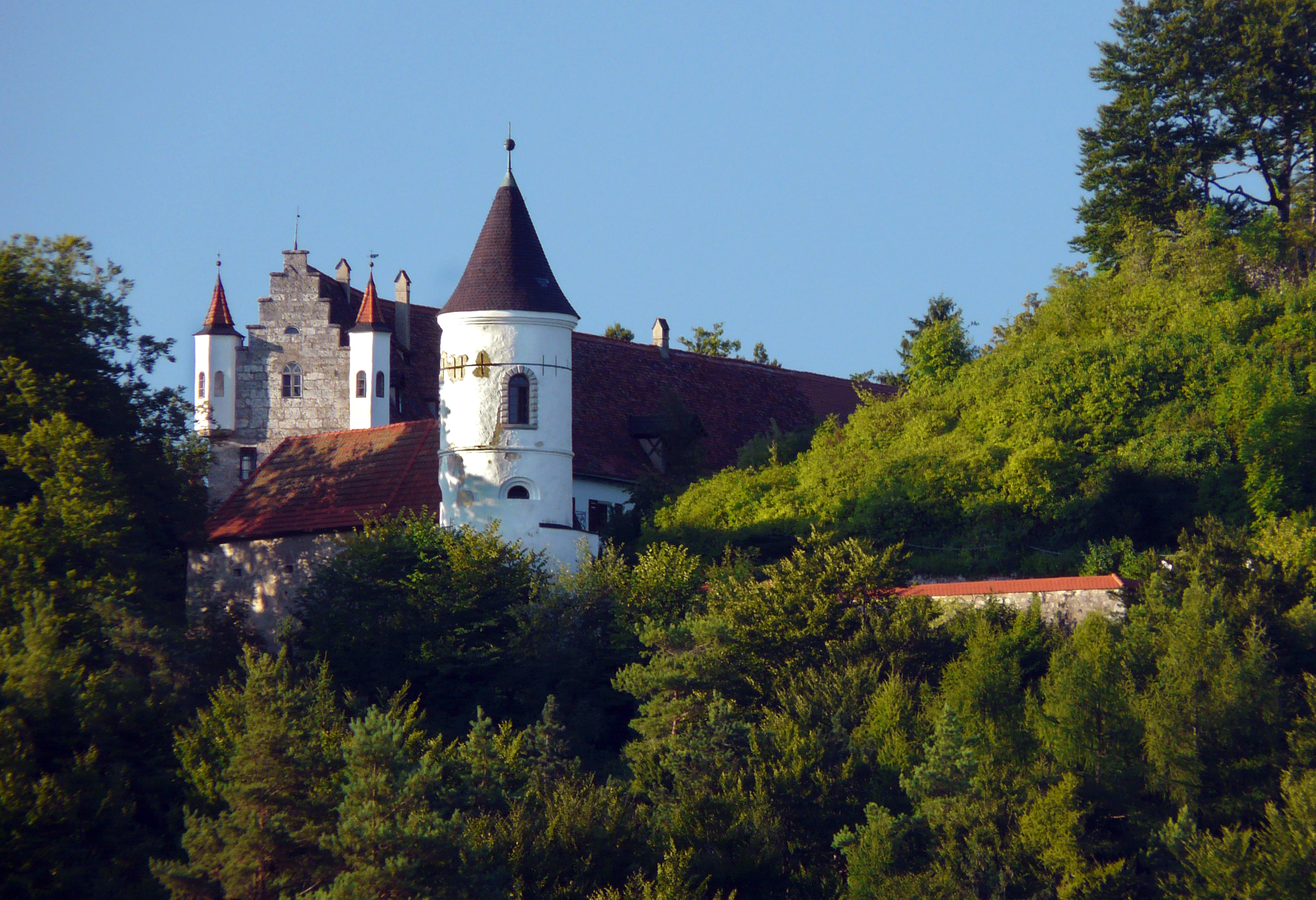
Schloss Neidstein na região da Baviera comprada por Cage entre 2007 e 2009.
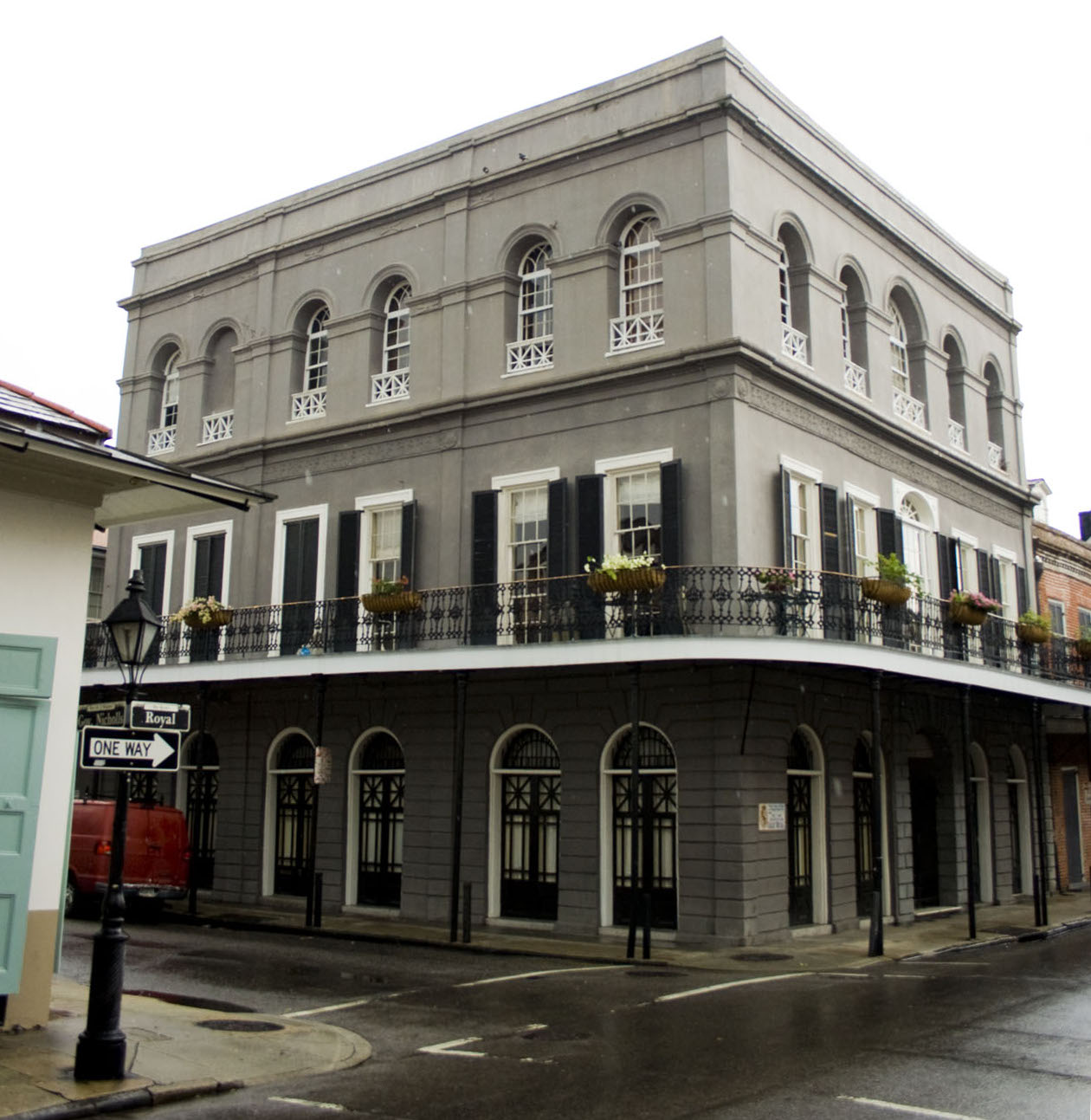
Mansão LaLaurie em New Orleans comprada anonimamente por Cage em 2007 e vendida em 2009.
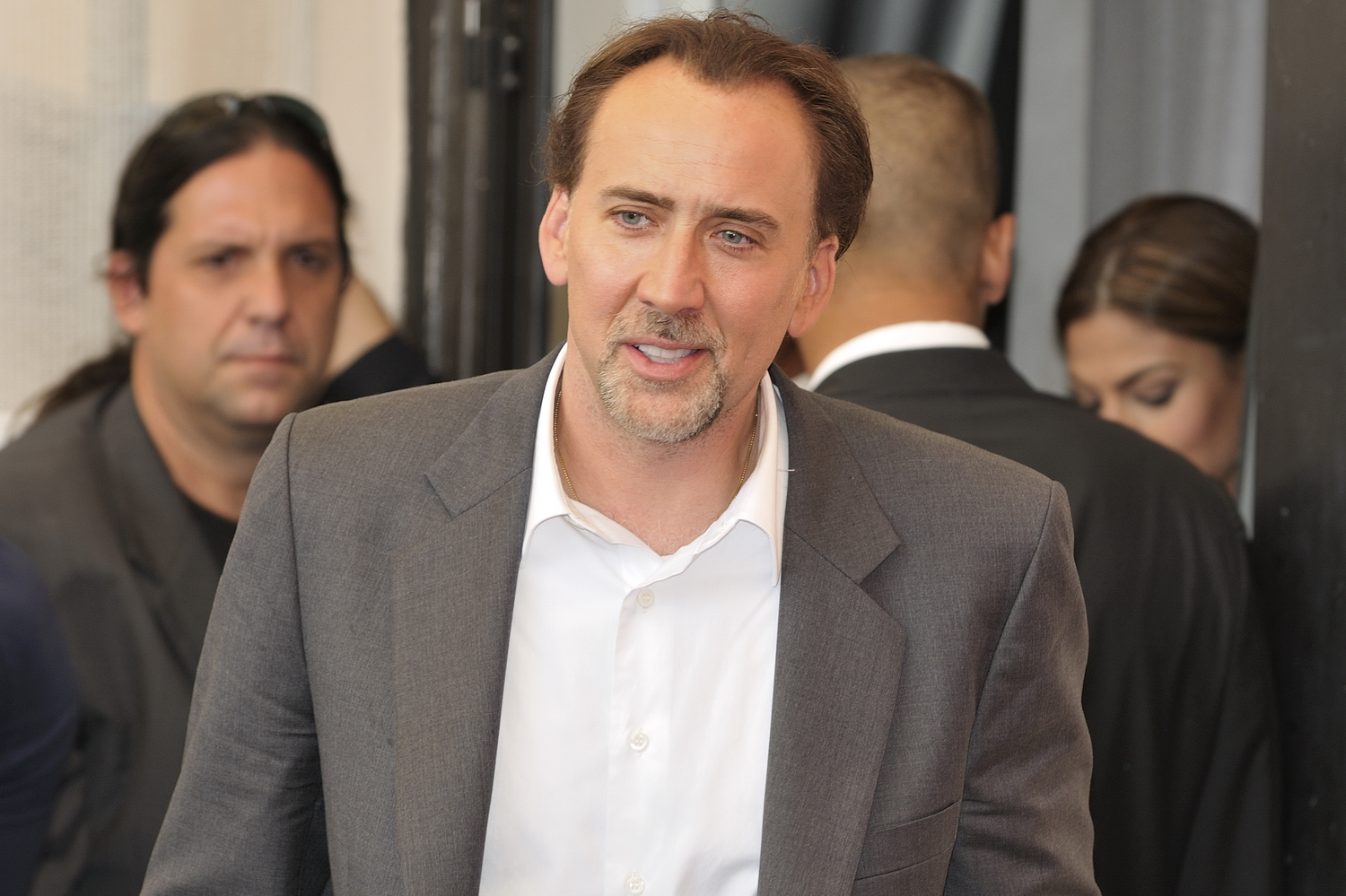
Cage em Veneza em 2009.